# Norah Lindsay
Norah Lindsay (de nacimiento Bourke) (26 de abril de 1873 - 20 de junio de 1948) fue una diseñadora de jardines de alta sociedad que, en el período de entreguerras, se convirtió en una gran influencia en el diseño y la plantación de jardines en el Reino Unido y en el continente europeo.

## Biografía
Norah Mary Madeline Bourke nació en la estación de montaña de Ootacamund, India, en una familia militar angloirlandesa de clase alta, sobrina del sexto conde de Mayo, gobernador general y virrey de la India. A la edad de 22 años se casó con el hermano de Violet Lindsay Manners, Harry Lindsay y se fue a vivir a lo que fue su regalo de bodas, Sutton Courtenay Manor en Oxfordshire, un conjunto de casas y cabañas encantadoras y pintorescas, graneros y establos elegantes, donde pudo desarrollar sus habilidades como jardinera. Influenciada por Gertrude Jekyll, creó el destacado jardín de la casa, con un estilo de desorden inspirado que influyó en su amiga de toda la vida Vita Sackville-West por los efectos sorpresa propios dentro de una estructura formal en Sissinghurst y que puede detectarse hoy en día en el estilo de jardín de Rosemary Verey. Según los escritos de Gertrude Jekyll y el primer campeón de jardines silvestres William Robinson, ella no tenía una formación botánica formal, sino un "sentido del jardín" muy desarrollado que era en parte la herencia de su alcurnia. En 1924, después del quiebre de su matrimonio y enfrentando la ruina financiera, se embarcó en una carrera como diseñadora de jardines. Lindsay pasó toda su vida socializando con las altas esferas de la sociedad, lo que le llevó a recibir muchos encargos de una base de clientes que incluía a la realeza, la nobleza inglesa y expatriados estadounidenses.
Nancy Lancaster, la fundadora de la empresa dirigida por Sibyl Colefax y John Fowler, la contrató en Ditchley Park y Kelmarsh Hall, y en una docena de otros jardines para casas de campo en los que trabajó, desde Port Lympne, Kent, hasta Chirk Castle en Gales del Norte. Lindsay colaboró con Christopher Hussey en dos artículos de Country Life que ilustraron Sutton Courtenay en su fase final y madura.

### Descendencia
Nancy Lindsay (1896–1973) era la única hija de Norah y Harry Lindsay y estuvo muy influenciada por el amor de su madre por la jardinería. Formó un vínculo con el amigo de su madre, Mayor Lawrence 'Johnny' Johnston, creador de Hidcote, que se basó en su interés común por la recolección de plantas. Al morir Johston en 1958 dejó su jardín francés Serre de la Madone a Lindsay. Ella legó una selección de escritos, pinturas y plantas de Johnston a la Universidad de Oxford. 
Después de su muerte se estableció un pequeño fondo conmemorativo para que las mujeres pudieran acompañar las expediciones de caza de plantas dirigidas desde la Universidad. El legado de su carrera son las muchas plantas que llevan su nombre, que incluyen a Dianthus Nancy Lindsay.

## Jardines

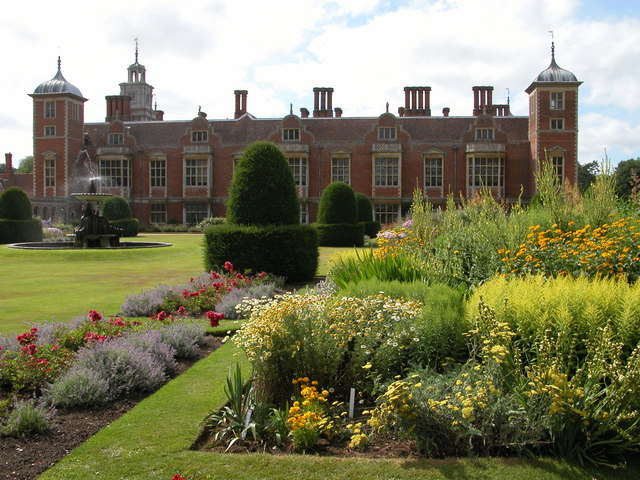
El parterre de Blickling, reconstruido en 1932 por Norah Lindsay con plantas perennes resistentes, para un mantenimiento simplificado.

A continuación se enumeran una muestra de los jardines en los que Lindsay influyó, asesoró, consultó y trabajó.

### Jardines de laFundación Nacional para Lugares de Interés Histórico o Belleza Natural
- Blickling Hall
- Castillo de Chirk
- Cliveden
- Mansión Hidcote
- Abadía de Mottisfont

### Jardines comerciales y privados en el Reino Unido
- Hotel Cliveden
- Parque Ditchley
- Castillo de Faringdon
- Fuerte Belvedere
- Hotel Gleneagles
- Parque Godmersham
- Salón Kelmarsh
- Mells Manor
- Port Lympne
- Casa de Rodas
- Parque Trent

### De ultramar
- Castillo de Bled
- Castillo de Brdo
- Serre de la Madone
- Villa Madama